# Survivor Series (2015)
Survivor Series (2015) było galą profesjonalnego wrestlingu wyprodukowaną przez federację WWE, która była emitowana w systemie pay-per-view (PPV) i na WWE Network. Odbyła się ona 22 listopada w Philips Arena w Atlancie, Georgii. Była to dwudziesta dziewiąta gala w chronologii Survivor Series, a także pierwsza gala z cyklu mająca miejsce w stanie Georgia. Gala była promowana jako celebracja 25 lat pobytu The Undertakera w WWE.
Podczas gali odbyło się 9 walk, w tym jedna była częścią pre-show. W walce wieczoru, Roman Reigns pokonał Deana Ambrose'a zdobywając WWE World Heavyweight Championship. Następnie do ringu wkroczył Sheamus, który wykorzystał swój kontrakt Money in the Bank i pokonał Reignsa wygrywając tytuł i stając się czterokrotnym światowym mistrzem.
Przed galą Anonymous podało galę jako potencjalne miejsce ataku terrorystycznego ISIS, co zaowocowało wydaniem specjalnego oświadczenia przez WWE i zwiększeniem kontroli kibiców wchodzących na stadion. Odpowiedzią na te doniesienia było również wykonanie hymnu amerykańskiego przez Lilian Garcię, które rozpoczęło galę.

## Przygotowania
Survivor Series oferowało walki profesjonalnego wrestlingu z udziałem różnych wrestlerów z istniejących oskryptowanych rywalizacji i storyline'ów, które są kreowane na głównych tygodniówkach WWE, Raw i SmackDown. Wrestlerzy byli przedstawiani jako heele (negatywni, źli zawodnicy i najczęściej wrogowie publiki) i face’owie (pozytywni, dobrzy i najczęściej ulubieńcy publiki), gdzie rywalizowali pomiędzy sobą w seriach walk mających w budować napięcie, kulminując w decydującą walkę wrestlerską lub ich serię.
Na Hell in a Cell, Seth Rollins pokonał Kane’a broniąc WWE World Heavyweight Championship. Następnej nocy, Roman Reigns pokonał Dolpha Zigglera, Alberto Del Rio i Kevina Owensa w Fatal 4-Way matchu zyskując miano 1. pretendenta do walki o ów tytuł na Survivor Series. Jednakże 4 listopada, Rollins odniósł kontuzję kolana na live evencie w Dublinie w Irlandii, przez co mecz został anulowany i tytuł zwakowany. Jako zastępstwo, WWE postanowiło zorganizować turniej koronujący nowego mistrza. Turniej rozpoczął się 9 listopada na Raw, a wzięło w nim udział szesnastu wrestlerów, podczas gdy finały odbędą się na Survivor Series. Pomimo bycia 1. pretendentem, Triple H namawiał Reignsa do dołączenia do The Authority, dzięki czemu automatycznie otrzymałby walkę z finalistą turnieju. Reigns odmówił, przez co musiał wziąć udział w turnieju. 19 listopada na Raw, Reigns, Dean Ambrose, Kevin Owens i Alberto Del Rio przeszli do półfinałów, pokonując kolejno Cesaro, Dolpha Zigglera, Neville’a i Kalisto, skutkując walkami Reigns vs. Del Rio i Owens vs. Ambrose na Survivor Series.
2 listopada na Raw, Paige pokonała Becky Lynch, Brie Bellę i Sashę Banks w Fatal 4-Way matchu, stając się pretendentką do walki o WWE Divas Championship należący do Charlotte na Survivor Series.
Na Hell in a Cell, The Wyatt Family zaatakowało The Undertakera po tym jak przegrał z Brockiem Lesnarem w Hell in a Cell matchu, po czym wynieśli go z areny. Następnej nocy na Raw, Kane skonfrontował się z Wyatt Family, lecz został zaatakowany i również zabrany poza arenę. 9 listopada na Raw, The Undertaker i Kane powrócili i zaatakowali The Wyatt Family. 12 listopada na SmackDown, Bray Wyatt wyzwał The Brothers of Destuction do tag team matchu na Survivor Series przeciwko dwom wybranym przez Wyatta członkom The Wyatt Family.
17 listopada na WWE.com zostało ogłoszone, że na gali odbędzie się Five-on-five traditional Survivor Series elimination tag team match.
22 października na SmackDown, Tyler Breeze zadebiutował w głównym rosterze i zaatakował Dolpha Zigglera. Tydzień później na SmackDown po tym, jak Ziggler pokonał The Miza, Breeze ponownie zaatakował Zigglera. 2 listopada na Raw, Breeze rozproszył Zigglera podczas jego walki z Kevinem Owensem, pozwalając temu drugiemu na zwycięstwo. 19 listopada na SmackDown po tym, jak Breeze pokonał Zacka Rydera, Ziggler zaatakował Breeze'a. Później podczas show ogłoszono, że Ziggler zmierzy się z Breezem na Survivor Series.

## Wyniki walk
| Nr                                                                   | Wyniki | Stypulacje                                                                                              | Czas  |
| -------------------------------------------------------------------- | --- | --- | ----- |
| 1P                                                                   | The Dudley Boyz (Bubba Ray Dudley oraz D-Von Dudley), Goldust, Neville i Titus O’Neil pokonali The Cosmic Wasteland (Stardusta, Konnora oraz Viktora), The Miza i Bo Dallasa Eliminacje     | Five-on-five traditional Survivor Series elimination tag team match                                     | 18:10 |
| 2                                                                    | Roman Reigns pokonał Alberto Del Rio (w/ Zeb Colter) | Mecz półfinałowy turnieju                                                                               | 14:01 |
| 3                                                                    | Dean Ambrose pokonał Kevina Owensa | Mecz półfinałowy turnieju                                                                               | 11:19 |
| 4                                                                    | Ryback, The Usos (Jimmy Uso i Jey Uso) oraz The Lucha Dragons (Kalisto i Sin Cara) pokonali The New Day (Big E, Kofiego Kingsona i Xaviera Woodsa), Sheamusa oraz Kinga Barretta Eliminacje | Five-on-five traditional Survivor Series elimination tag team match                                     | 17:33 |
| 5                                                                    | Charlotte (c) pokonała Paige przez submission | Singles match o WWE Divas Championship                                                                  | 14:15 |
| 6                                                                    | Tyler Breeze (w/ Summer Rae) pokonał Dolpha Zigglera | Singles match                                                                                           | 06:40 |
| 7                                                                    | The Brothers of Destruction (The Undertaker i Kane) pokonali The Wyatt Family (Braya Wyatta i Luke’a Harpera) (w/ Braun Strowman i Erick Rowan)                                             | Tag team match                                                                                          | 10:19 |
| 8                                                                    | Roman Reigns pokonał Deana Ambrose'a | Finał turnieju o zwakowany WWE World Heavyweight Championship                                           | 09:02 |
| 9                                                                    | Sheamus pokonał Romana Reignsa (c) | Singles match o WWE World Heavyweight Championship Sheamus wykorzystał swój kontrakt Money in the Bank. | 00:34 |
| (c) – mistrz/mistrzyni przed walkąP – walka miała miejsce w pre-show | | |       |

### Turniej o WWE World Heavyweight Championship
|  | Pierwsza runda Raw (9 listopada) SmackDown (12 listopada) | Pierwsza runda Raw (9 listopada) SmackDown (12 listopada) |                 |       | Ćwierćfinały Raw (16 listopada) | Ćwierćfinały Raw (16 listopada) |  |  | Półfinały Survivor Series (22 listopada) | Półfinały Survivor Series (22 listopada) |  |  | Finał Survivor Series (22 listopada) | Finał Survivor Series (22 listopada) |
|  |                                                           |                                                           |                 |       |                                 |                                 |  |  |                                          |                                          |  |  |                                      |                                      |
|  |                                                           |                                                           |                 |       |                                 |                                 |  |  |                                          |                                          |  |  |                                      |                                      |
|  |                                                           |                                                           |                 |       |                                 |                                 |  |  |                                          |                                          |  |  |                                      |                                      |
|  | Roman Reigns                                              | Pin                                                       |                 |       |                                 |                                 |  |  |                                          |                                          |  |  |                                      |                                      |
|  | Roman Reigns                                              | Pin                                                       |                 |       |                                 |                                 |  |  |                                          |                                          |  |  |                                      |                                      |
|  | Big Show                                                  | 14:32                                                     |                 |       |                                 |                                 |  |  |                                          |                                          |  |  |                                      |                                      |
|  | Big Show                                                  | 14:32                                                     | Roman Reigns    | Pin   |                                 |                                 |  |  |                                          |                                          |  |  |                                      |                                      |
|  |                                                           |                                                           | Roman Reigns    | Pin   |                                 |                                 |  |  |                                          |                                          |  |  |                                      |                                      |
|  |                                                           | Cesaro                                                    | 20:21           |       |                                 |                                 |  |  |                                          |                                          |  |  |                                      |                                      |
|  | Cesaro                                                    | Cesaro                                                    | 20:21           | Pin   |                                 |                                 |  |  |                                          |                                          |  |  |                                      |                                      |
|  | Cesaro                                                    |                                                           |                 | Pin   |                                 |                                 |  |  |                                          |                                          |  |  |                                      |                                      |
|  | Sheamus                                                   | 15:28                                                     |                 |       |                                 |                                 |  |  |                                          |                                          |  |  |                                      |                                      |
|  | Sheamus                                                   | 15:28                                                     | Roman Reigns    | Pin   |                                 |                                 |  |  |                                          |                                          |  |  |                                      |                                      |
|  |                                                           |                                                           | Roman Reigns    | Pin   |                                 |                                 |  |  |                                          |                                          |  |  |                                      |                                      |
|  |                                                           | Alberto Del Rio                                           | 14:01           |       |                                 |                                 |  |  |                                          |                                          |  |  |                                      |                                      |
|  | Alberto Del Rio                                           | Alberto Del Rio                                           | 14:01           | Pin   |                                 |                                 |  |  |                                          |                                          |  |  |                                      |                                      |
|  | Alberto Del Rio                                           |                                                           |                 | Pin   |                                 |                                 |  |  |                                          |                                          |  |  |                                      |                                      |
|  | Stardust                                                  | 7:07                                                      |                 |       |                                 |                                 |  |  |                                          |                                          |  |  |                                      |                                      |
|  | Stardust                                                  | 7:07                                                      | Alberto Del Rio | Pin   |                                 |                                 |  |  |                                          |                                          |  |  |                                      |                                      |
|  |                                                           |                                                           | Alberto Del Rio | Pin   |                                 |                                 |  |  |                                          |                                          |  |  |                                      |                                      |
|  |                                                           | Kalisto                                                   | 10:04           |       |                                 |                                 |  |  |                                          |                                          |  |  |                                      |                                      |
|  | Kalisto                                                   | Kalisto                                                   | 10:04           | Pin   |                                 |                                 |  |  |                                          |                                          |  |  |                                      |                                      |
|  | Kalisto                                                   |                                                           |                 | Pin   |                                 |                                 |  |  |                                          |                                          |  |  |                                      |                                      |
|  | Ryback                                                    | 8:48                                                      |                 |       |                                 |                                 |  |  |                                          |                                          |  |  |                                      |                                      |
|  | Ryback                                                    | 8:48                                                      | Roman Reigns    | Pin   |                                 |                                 |  |  |                                          |                                          |  |  |                                      |                                      |
|  |                                                           |                                                           | Roman Reigns    | Pin   |                                 |                                 |  |  |                                          |                                          |  |  |                                      |                                      |
|  |                                                           | Dean Ambrose                                              | 9:02            |       |                                 |                                 |  |  |                                          |                                          |  |  |                                      |                                      |
|  | Titus O’Neil                                              | Dean Ambrose                                              | 9:02            | 6:52  |                                 |                                 |  |  |                                          |                                          |  |  |                                      |                                      |
|  | Titus O’Neil                                              |                                                           |                 | 6:52  |                                 |                                 |  |  |                                          |                                          |  |  |                                      |                                      |
|  | Kevin Owens                                               | Pin                                                       |                 |       |                                 |                                 |  |  |                                          |                                          |  |  |                                      |                                      |
|  | Kevin Owens                                               | Pin                                                       | Kevin Owens     | Pin   |                                 |                                 |  |  |                                          |                                          |  |  |                                      |                                      |
|  |                                                           |                                                           | Kevin Owens     | Pin   |                                 |                                 |  |  |                                          |                                          |  |  |                                      |                                      |
|  |                                                           | Neville                                                   | 10:44           |       |                                 |                                 |  |  |                                          |                                          |  |  |                                      |                                      |
|  | Neville                                                   | Neville                                                   | 10:44           | Pin   |                                 |                                 |  |  |                                          |                                          |  |  |                                      |                                      |
|  | Neville                                                   |                                                           |                 | Pin   |                                 |                                 |  |  |                                          |                                          |  |  |                                      |                                      |
|  | Wade Barrett                                              | 15:27                                                     |                 |       |                                 |                                 |  |  |                                          |                                          |  |  |                                      |                                      |
|  | Wade Barrett                                              | 15:27                                                     | Kevin Owens     | 11:19 |                                 |                                 |  |  |                                          |                                          |  |  |                                      |                                      |
|  |                                                           |                                                           | Kevin Owens     | 11:19 |                                 |                                 |  |  |                                          |                                          |  |  |                                      |                                      |
|  |                                                           | Dean Ambrose                                              | Pin             |       |                                 |                                 |  |  |                                          |                                          |  |  |                                      |                                      |
|  | Dolph Ziggler                                             | Dean Ambrose                                              | Pin             | Pin   |                                 |                                 |  |  |                                          |                                          |  |  |                                      |                                      |
|  | Dolph Ziggler                                             |                                                           |                 | Pin   |                                 |                                 |  |  |                                          |                                          |  |  |                                      |                                      |
|  | The Miz                                                   | 4:59                                                      |                 |       |                                 |                                 |  |  |                                          |                                          |  |  |                                      |                                      |
|  | The Miz                                                   | 4:59                                                      | Dolph Ziggler   | 16:41 |                                 |                                 |  |  |                                          |                                          |  |  |                                      |                                      |
|  |                                                           |                                                           | Dolph Ziggler   | 16:41 |                                 |                                 |  |  |                                          |                                          |  |  |                                      |                                      |
|  |                                                           | Dean Ambrose                                              | Pin             |       |                                 |                                 |  |  |                                          |                                          |  |  |                                      |                                      |
|  | Dean Ambrose                                              | Dean Ambrose                                              | Pin             | Pin   |                                 |                                 |  |  |                                          |                                          |  |  |                                      |                                      |
|  | Dean Ambrose                                              |                                                           |                 | Pin   |                                 |                                 |  |  |                                          |                                          |  |  |                                      |                                      |
|  | Tyler Breeze                                              | 11:07                                                     |                 |       |                                 |                                 |  |  |                                          |                                          |  |  |                                      |                                      |
|  | Tyler Breeze                                              | 11:07                                                     |                 |       |                                 |                                 |  |  |                                          |                                          |  |  |                                      |                                      |

### Rezultaty Survivor Series elimination matchów

#### Survivor Series elimination match #1
| Eliminacja Nr. | Wrestler                                                                     | Wyeliminowany przez                                                          | Metoda eliminacji                                                            | Czas                                                                         |                                                                              |
| -------------- | ---------------------------------------------------------------------------- | ---------------------------------------------------------------------------- | ---------------------------------------------------------------------------- | ---------------------------------------------------------------------------- | ---------------------------------------------------------------------------- |
| 1              | Viktor                                                                       | Goldusta                                                                     | Przypięty po Snap Scoop Powerslamie.                                         | 0:30                                                                         |                                                                              |
| 2              | Konnor                                                                       | Bubbę Raya                                                                   | Przypięty po Uranage.                                                        | 5:27                                                                         |                                                                              |
| 3              | Neville                                                                      | Miza                                                                         | Przypięty po Bo-Dogu od Dallasa i Skull Crushing Finale.                     | 8:40                                                                         |                                                                              |
| 4              | The Miz                                                                      | Goldusta                                                                     | Przypięty po Schoolboyu.                                                     | 9:05                                                                         |                                                                              |
| 5              | Bo Dallas                                                                    | O’Neila                                                                      | Przypięty po Clash of the Titus.                                             | 17:20                                                                        |                                                                              |
| 6              | Stardust                                                                     | D-Vona                                                                       | Przypięty po 3D.                                                             | 18:10                                                                        |                                                                              |
| Zwycięzcy:     | Goldust, Titus O’Neil oraz The Dudley Boyz (Bubba Ray Dudley i D-Von Dudley) | Goldust, Titus O’Neil oraz The Dudley Boyz (Bubba Ray Dudley i D-Von Dudley) | Goldust, Titus O’Neil oraz The Dudley Boyz (Bubba Ray Dudley i D-Von Dudley) | Goldust, Titus O’Neil oraz The Dudley Boyz (Bubba Ray Dudley i D-Von Dudley) | Goldust, Titus O’Neil oraz The Dudley Boyz (Bubba Ray Dudley i D-Von Dudley) |

#### Survivor Series elimination match #2
| Eliminacja | Wrestler                  | Wyeliminowany przez       | Metoda eliminacji                                                            | Czas                      |                           |
| ---------- | ------------------------- | ------------------------- | ---------------------------------------------------------------------------- | ------------------------- | ------------------------- |
| 1          | King Barrett              | Sin Carę                  | Przypięty po Senton bombie.                                                  | 07:46                     |                           |
| 2          | Jimmy Uso                 | Xaviera Woodsa            | Przypięty po kombinacji Backbreaker hold/double stomp od Woodsa i Kingstona. | 09:22                     |                           |
| 3          | Sin Cara                  | Sheamusa                  | Przypięty po Brogue Kicku.                                                   | 10:42                     |                           |
| 4          | Big E                     | Jeya Uso                  | Przypięty po Uso Splash.                                                     | 11:30                     |                           |
| 5          | Kofi Kingston             | N/A                       | Opuścili arenę gdy Big E został wyeliminowany.                               | N/A                       |                           |
| 5          | Xavier Woods              | N/A                       | Opuścili arenę gdy Big E został wyeliminowany.                               | N/A                       |                           |
| 6          | Sheamus                   | Rybacka                   | Przypięty po Shell Shocku.                                                   | 17:33                     |                           |
| Zwycięzcy: | Ryback, Kalisto i Jey Uso | Ryback, Kalisto i Jey Uso | Ryback, Kalisto i Jey Uso                                                    | Ryback, Kalisto i Jey Uso | Ryback, Kalisto i Jey Uso |

## Wydarzenia po gali
Pierwsze Raw po Survivor Series miało najniższy rating (nie licząc świątecznych odcinków) od 1997, gdzie po raz pierwszy Raw obejrzało mniej niż trzy miliony widzów. Na tym odcinku, Roman Reigns skonfrontował się z The Authority i zarządał rewanżu z Sheamusem o WWE World Heavyweight Championship tej samej nocy. Triple H odmówił, lecz zatwierdził rewanż na TLC: Tables, Ladders and Chairs w Tables, Ladders and Chairs matchu, dodatkowo ustanawiając walkę przeciwko Rusevowi na czerwonej tygodniówce. Podczas walki zainterweniował King Barrett. 30 listopada na Raw, Reigns zaatakował Sheamusa podczas jego celebracji jako nowy mistrz i ukradł mu pas mistrzowski. Zmusiło to Sheamusa do dania Reignsowi walki o tytuł na Raw, lecz ze stypulacją, że Reigns musiałby go pokonać w mniej niż 5:15 minut. Dodatkowo, gdyby Reigns przegrał, Dean Ambrose i The Usos nie otrzymaliby walki o tytuły należące kolejno do Kevina Owensa i The New Day na TLC. Reigns wygrał walkę przez dyskwalifikację z powodu interwencji Ruseva. Po walce, Sheamus, King Barrett, Rusev i Alberto Del Rio połączyli swe siły, reprezentując się jako The League of Nations.
26 listopada na SmackDown, Dean Ambrose wygrał w Triple Threat matchu przeciwko Dolphowi Zigglerowi i Tylerowi Breeze’owi stając się 1. pretendentem do Intercontinental Championship należącego do Kevina Owensa/
23 listopada na Raw, celebrując rocznicę bycia tag teamem, The New Day zadecydowało o otwartym wyzwaniu przeciwko komukolwiek, na co odpowiedzieli The Lucha Dragons i The Usos, lecz mistrzowie wycofali się z pomysłu i uciekli z ringu. 30 listopada na Raw, walka pomiędzy The Usos i The Lucha Dragons o miano 1. pretendentów zakończyła się podwójną dyskwalifikacją, kiedy The New Day zainterweniowało. The Authority zadecydowało o Triple Threat Ladder matchu, gdzie The Lucha Dragons zostali już umieszczeni w walce, zaś The Usos mogli wziąć jedynie udział, gdyby Reigns zdołał pokonać Sheamusa. Reigns pokonał swego rywala, zatwierdzając walkę pomiędzy trzema drużynami na PPV.
23 listopada na Raw, The Wyatt Family pokonało The Dudley Boyz, po czym po walce postanowiło je zaatakować. 26 listopada na SmackDown, The Dudley Boyz pokonali The Wyatt Family przez dyskwalifikacje, kiedy to Luke Harper zainterweniował nie będąc członkiem walki. 30 listopada na Raw, Dudley Boyz zaprezentowało Tommy’ego Dreamera wracającego do WWE po pięciu latach jako swojego nowego kompana, zaś tydzień później dotychczasowego członka NXT, Rhyno.
Po nieudanej szansie na pokonanie Charlotte o WWE Divas Championship na gali, Paige oskarżyła ją o oszukiwanie w ten sam sposób co jej ojciec Ric Flair w przeszłości. Ta dwójka spotkała się kolejnej nocy w rewanżu o tytuł, który zakończył się podwójnym wyliczeniem, kiedy to Paige i Charlotte nie dały rady powrócić na ring. Po walce, Paige kontynuowała atak na Charlotte, wykonując między innymi PTO na stołku komentatorskim. 30 listopada na Raw, Charlotte pokonała swoją przyjaciółkę Becky Lynch po tym jak udawała kontuzję nogi i Ric rozproszył Becky, pozwalając Charlotte na nieczyste przypięcie dające zwycięstwo. Ich przyjaźń stała się bardziej napięta 3 grudnia na SmackDown, kiedy Charlotte zaatakowała rywalkę Lynch, Brie Bellę, dając zwycięstwo dla Belli przez dyskwalifikację.

## Recenzje
James Cadwell z PWTorch ocenił walkę otwierającą galę za najlepszą owej nocy, dając trzy i pół gwiazdki. James Powell z Prowrestling.net stwierdził, że "show rozpoczęły dwa mocne pojedynki półfinały turniejowe i rocznica Takera była cool, lecz atmosfera na widowni była kiepska". Dodał, że "finał turnieju był wielce niezadowalający". CBSSports.com zanotowało, że finisz gali był nieakceptowalny dla obserwatorów, a także ocenił Sheamusa jako mistrza mówiąc "nikt nie zasługuje oglądania go jako część main eventerów federacji". WWE Hall of Famer Mick Foley napisał na Facebooku post, w którym poinformował o swoim niezadowoleniu w związku z zabookowaniem gali, dodając "jestem na krawędzi bycia fanem WWE". James Cadwell z PWTorch ocenił walkę otwierającą galę za najlepszą tejże nocy, dając jej trzy i pół gwiazdki.